# 第24回NHK紅白歌合戦
『第24回NHK紅白歌合戦』（だい24かいNHKこうはくうたがっせん）は、1973年（昭和48年）12月31日にNHKホールで行われた、通算24回目のNHK紅白歌合戦。21時から23時45分にNHKで生放送された。

## 概要
この年、NHKが千代田区内幸町のNHK東京放送会館から渋谷区神南のNHK放送センターへの局舎移転終了と同時に、関連施設である現NHKホールが完成。この回から紅白は毎年（2021年を除く）この場所で開催されるようになる。

## 出演者

### 司会者など
- 紅組司会：水前寺清子
- 白組司会：宮田輝 - NHKアナウンサー
- 総合司会：山川静夫 - NHKアナウンサー
- 紅組応援団長：和田アキ子
- 白組応援団長：三波伸介
- テレビ中継：金子辰雄 - NHKアナウンサー

水前寺は2年ぶり3度目、宮田は12年連続15度目（白組司会は4年連続11度目）、山川は2年連続2度目の担当となった。
紅組司会は当初、前回に続き佐良直美が内定、水前寺は紅組トリの有力候補に挙がっていたが、白組トリの有力候補であった北島三郎が水前寺と同じクラウンレコード契約であり、当時の紅白では同レコード歌手同士の対戦が原則行われていなかったため、水前寺のトリを回避する代わりに、宮田の提案で司会に復帰した。この回の紅組司会には、水前寺、佐良のほか、森光子、伊東ゆかり、和田アキ子、由紀さおり、ちあきなおみ、今陽子（ピンキーとキラーズ）らが候補に挙がっていた。

### 出場歌手
紅組、      白組、      初出場、      返り咲き。
| 曲順 | 組 | 歌手名                   | 回         | 曲目                     |
| ---- | -- | ------------------------ | ---------- | ------------------------ |
| 1    | 紅 | 小柳ルミ子               | 3          | 漁火恋唄                 |
| 2    | 白 | 布施明                   | 7          | 甘い十字架               |
| 3    | 紅 | いしだあゆみ             | 5          | ブルー・ライト・ヨコハマ |
| 4    | 白 | 西郷輝彦                 | 10         | 星のフラメンコ           |
| 5    | 紅 | 森昌子                   | 初         | せんせい                 |
| 6    | 白 | 野口五郎                 | 2          | 君が美しすぎて           |
| 7    | 紅 | 南沙織                   | 3          | 色づく街                 |
| 8    | 白 | 堺正章                   | 3          | 街の灯り                 |
| 9    | 紅 | 朱里エイコ               | 2          | ジェット最終便           |
| 10   | 白 | 美川憲一                 | 6          | さそり座の女             |
| 11   | 紅 | 和田アキ子               | 4          | 笑って許して             |
| 12   | 白 | 橋幸夫                   | 14         | 潮来笠                   |
| 13   | 白 | フォーリーブス           | 4          | 若いふたりに何が起る     |
| 14   | 紅 | 金井克子                 | 3          | 他人の関係               |
| 15   | 白 | 菅原洋一                 | 7          | 今日でお別れ             |
| 16   | 紅 | 八代亜紀                 | 初         | なみだ恋                 |
| 17   | 白 | GARO                     | 初         | 学生街の喫茶店           |
| 18   | 紅 | チェリッシュ             | 初         | てんとう虫のサンバ       |
| 19   | 白 | 三善英史                 | 初         | 円山・花町・母の街       |
| 20   | 紅 | 麻丘めぐみ               | 初         | わたしの彼は左きき       |
| 21   | 白 | ぴんから兄弟             | 初         | 女のみち                 |
| 22   | 紅 | 山本リンダ               | 3          | 狙いうち                 |
| 23   | 白 | 上條恒彦                 | 2          | シャンテ                 |
| 24   | 紅 | ザ・ピーナッツ           | 15         | ウナ・セラ・ディ東京     |
| 25   | 紅 | アグネス・チャン         | 初         | ひなげしの花             |
| 26   | 白 | 郷ひろみ                 | 初         | 男の子女の子             |
| 27   | 紅 | 天地真理                 | 2          | 恋する夏の日             |
| 28   | 白 | にしきのあきら           | 4          | はじめは片想い           |
| 29   | 紅 | 由紀さおり               | 5          | 恋文                     |
| 30   | 白 | 鶴岡雅義と東京ロマンチカ | 6          | 君は心の妻だから         |
| 31   | 紅 | 欧陽菲菲                 | 2          | 恋の十字路               |
| 32   | 白 | 沢田研二                 | 2          | 危険なふたり             |
| 33   | 紅 | 佐良直美                 | 7          | 世界は二人のために       |
| 34   | 白 | フランク永井             | 17         | 有楽町で逢いましょう     |
| 35   | 紅 | 青江三奈                 | 7          | 長崎ブルース             |
| 36   | 白 | 森進一                   | 6          | 冬の旅                   |
| 37   | 紅 | 渡辺はま子               | [ 注釈 2 ] | 桑港のチャイナタウン     |
| 38   | 白 | 藤山一郎                 | [ 注釈 3 ] | 長崎の鐘                 |
| 39   | 紅 | 水前寺清子               | 9          | いっぽんどっこの唄       |
| 40   | 白 | 三波春夫                 | 16         | 大利根無情               |
| 41   | 紅 | ちあきなおみ             | 4          | 夜間飛行                 |
| 42   | 白 | 五木ひろし               | 3          | ふるさと                 |
| 43   | 紅 | 都はるみ                 | 9          | 涙の連絡船               |
| 44   | 白 | 水原弘                   | 10         | 君こそわが命             |
| 45   | 紅 | 島倉千代子               | 17         | からたち日記             |
| 46   | 白 | 北島三郎                 | 11         | 帰ろかな                 |

#### 選考を巡って
- この年紫綬褒章を受章した渡辺はま子と藤山一郎が特別出演という形式で復帰した（両者いずれも今回は正式な紅白出場回数には含まれていない）。
- 前回の出場歌手の中より今回不選出となった歌手は以下。 
  - 紅組:奥村チヨ・渚ゆう子・平田隆夫とセルスターズ・藤圭子・本田路津子・美空ひばり[注釈 4]・森山良子
  - 白組:青い三角定規・石橋正次・尾崎紀世彦・ビリー・バンバン・村田英雄[注釈 5]
- 前年まで10年連続トリをつとめていた美空ひばりが、実弟の不祥事により好感度が低下。歌手選考の最終過程で外部の「ご意見を伺う会」に提出されたNHKの原案にはひばりも含まれていたが、世論の支持の低下・「ご意見を伺う会」の全員一致での不支持がネックとなり不選出となった。ひばりの不選出が発表された後、NHKやひばりの所属する日本コロムビアには数百件の抗議の電話が殺到した[2]。
- ヒット曲「女のみち」を歌った「ぴんからトリオ」は既に解散し、メンバーは別々のグループを結成していた。結局、同曲を宮史郎の歌と解釈することでぴんから兄弟の出場が決まった[3]。
- 西城秀樹は、アンケート順位の低さがネックとなり落選した[3]。
- 南こうせつとかぐや姫は、この年のヒット曲「神田川」の歌詞の中の「クレパス」が商標名であるため「クレヨン」に歌い直すように要請されたものの、それを拒否し辞退した[4]。かぐや姫の紅白出場は第50回（1999年）まで待つことになる（リーダーの南こうせつは第43回（1992年）に初出場）。
- サルヴァトール・アダモによれば、自身にもNHKから出演依頼が来たが、12月31日当日はパリでアラン・ドロンが司会を務める番組への出演オファーがあることを理由に辞退したという[5]。

### 演奏
- 紅組：ダン池田とニューブリード・東京放送管弦楽団（指揮 ダン池田）
- 白組：小野満とスイング・ビーバーズ・東京放送管弦楽団（指揮 小野満）
- 演奏ゲスト
  - すぎやまこういち（指揮。GAROの指揮）
  - 宮川泰（指揮。ザ・ピーナッツの指揮）
  - 深町純（パイプオルガン。上條恒彦の伴奏）
  - 古関裕而（パイプオルガン。藤山一郎の伴奏）
  - 井上堯之バンド（沢田研二のバックバンド）

### 審査員
- 高橋洋子 - 女優。この年の連続テレビ小説『北の家族』のヒロイン・佐々木志津役。
- 生沼スミエ - バレーボール主任指導員。
- 棟方志功 - 版画家。
- 村上元三 - 作家。
- 京マチ子 - 女優。翌日放送の特別ドラマに主演。
- サトウサンペイ - 漫画家。
- 高田ユリ - 主婦連合会副会長。
- 尾上菊五郎 - 歌舞伎俳優。この年の七代目・尾上菊五郎を襲名。
- 寺島純子[注釈 6] - 女優。
- 北の湖敏満 - 大相撲・関脇。
- 一般審査員40名

### その他ゲスト
- 伴淳三郎（俳優。オープニングナレーションおよび堺正章と朱里エイコの曲間）
- 鹿島とも子（歌手。西郷輝彦のダンスパートナー）
- 江戸家猫八（物真似師。堺正章と朱里エイコの曲間）
- 月の家圓鏡[注釈 7]（落語家。橋幸夫の曲紹介）
- コント55号（コメディアン。麻丘めぐみとぴんから兄弟の曲間）
- ジャニーズJr.（後のジャニーズ・ジュニア・スペシャルとメッツのメンバー。郷ひろみのバックダンサー）
- 青空球児・好児（漫才師。鶴岡雅義と東京ロマンチカと欧陽菲菲の曲間）
- 藤村有弘（コメディアン。同上）
- 東八郎（コメディアン。『お笑いオンステージ』出演者。同上）
- 伊東四朗（コメディアン。同上）
- 黒沢良（タレント。同上）
- 西川ひかる（タレント。同上）
- なべおさみ（コメディアン。同上）
- 玉川良一（コメディアン。同上）
- 林家三平（落語家。天地真理とにしきのあきらの曲間）
- 三遊亭圓歌（落語家。同上）

### 大会委員長
- 坂本朝一･NHK放送総局長

## 当日のステージ・エピソード
- 本番直前に第1次世界石油危機が起こったが、現NHKホール最初の紅白ということもあり、演出等に関しては当初計画通り実施。緊縮型は翌年の第25回からとなった。
- オープニングは古関裕而によるパイプオルガンでの『故郷』演奏と共に伴淳三郎の語りで始まる。番組タイトルコールに続いて水前寺・宮田・山川が登場してトークの後、審査員を先に紹介してから（時間は5分半）選手入場となった。これは前回までの会場・東京宝塚劇場が、『日本レコード大賞』会場（当時）の帝国劇場とは至近距離だったのに対し、今回からの会場・NHKホールは帝国劇場とは離れた場所（自動車で飛ばしても15分はかかるという）のため、『レコ大』から移動する出演者が間に合わせるための時間稼ぎであった。なおこの年の白組入場のトップバッターだった五木ひろしは、『夜空』で第15回日本レコード大賞を受賞後に大急ぎで駆け付け、間一髪間に合った[6]。
- すっかり恒例になった「選手宣誓直後のスクールメイツの踊り」は、今回は「両軍応援団長の紹介とエール」・「両軍の演奏バンド紹介」と一緒に行われた。
- 紅組司会の水前寺が歌手として出演する際の曲紹介は佐良が行った。
- 八代亜紀のステージでは、当時八代が住んでいた東京都世田谷区･三軒茶屋の商店街の人々が初出場を祝って応援出演した。
- アグネス・チャンは香港に住んでいる実姉が作ったドレスで出場した。歌唱前、客席に｢努力 AGNES｣（頑張れアグネス）の垂れ幕がかかっている。
- 天地真理はテニスウェア風の衣装で登場したので、バックダンサーもテニスウェアを着用し、右手にテニスラケットを持って踊った。そして間奏部では紅組歌手が赤いゴムボールを白組目掛けてラケットで打ちまくるが、白組もゴムボールを投げ返したため、ステージにボールが飛び交い、歌唱中の天地の頭にボールが1個命中してしまった（歌に支障はなし）。
- 紅組トリは島倉千代子、大トリは北島三郎（白組トリは2年連続。初大トリ）が務めた。島倉は、ひばりが10年連続でトリをつとめる前に担当して以来、11年ぶりのトリ担当となった。当初は水前寺から「司会をやるならトリもやらせてほしい」との注文があり、水前寺・森進一のトリも検討されたという[1]。
- 紅組が優勝（通算13勝11敗）。
- この年の紅白の裏番組では、NETテレビ（現・テレビ朝日）系がひばりを迎えて『美空ひばりワンマンショー』（23:00-23:45）を放送、これまでひばりが紅白で歌唱した曲が披露された。以来5年間、NETでひばりの大晦日特番が放送される事となる[7]。
- 藤山一郎と渡辺はま子による「特別出演コーナー」は山川アナが仕切り、紅組からは小柳ルミ子が藤山、白組からは郷ひろみが渡辺に、それぞれ花束を贈呈した。
- 特別出場の藤山と渡辺のみ三研CMS-2のエレベータマイクを使用。これが紅白におけるスタンドマイク(エレベータマイク)の使用最後となる。

## 後日譚
- 宮田は史上最多の15度目の司会となったが、翌1974年にNHKを退職、並びに参議院議員へ転身したため、今回が最後の担当となった。
- 翌年の第25回 - 第33回（1982年）は先輩の宮田の後任として、前回・今回総合司会を務めた山川が白組司会を担当。その後、第42回（1991年）・第43回（1992年）で今回以来の総合司会を務めている。
- 第25回の紅組司会は水前寺の前任者である佐良が第22回（1972年）以来2年ぶりに再登板（水前寺続投案もあった）し、以後第28回（1977年）まで連続担当。また、第25回・第26回（1975年）の佐良の歌手出番の曲紹介を水前寺が担当している。
- 今回紅組司会・総合司会の立場だった水前寺と山川が第30回（1979年）では、両組司会として再共演した。第30回における水前寺の紅組司会起用は「山川との対戦は未経験」とのものでもあった。
- 水原弘は5年後の1978年7月に巡業先の北九州市内で死去したため、今回が生前最後の紅白出場となった。
- 後年、『思い出の紅白歌合戦』（BS2）で再放送された（1990年、1993年、1997年）が、1990年は冒頭の「民家と、伴淳三郎のナレーション」の部分がカットされた。また1997年はGAROの歌唱シーンがカットされた不完全版で、これは、メンバーの1人で1986年に死去した日高富明の関係者から、放送の承諾が得られなかったことによる。